# DNA - Le radici dell'amore
DNA - Le radici dell'amore (ADN) è un film del 2020 diretto da Maïwenn.

## Trama
Niege è una donna divorziata con tre figli che vede la sua vita attraversare una crisi d'identità a causa della morte del nonno algerino che era il pilastro della famiglia e che ammirava ed amava.

## Distribuzione
Il film è stato distribuito in Francia a partire dal 19 maggio 2021.